# Черниенко, Дмитрий Хрисанфович
Дмитрий Хрисанфович Черниенко (22 октября 1901 года, Филипповка — 18 августа 1943 года, район города Богодухов, Харьковская область) — советский военачальник, Генерал-майор танковых войск (7.06.1943).

## Начальная биография
Дмитрий Хрисанфович Черниенко родился 22 октября 1901 года в деревне Филипповка (ныне — Владимировка, в Кировоградской области Украины).

## Военная служба

### Гражданская война
В июне 1920 года был призван в ряды РККА и направлен на учёбу в школу комсостава Восточно-Сибирского военного округа, после окончания которой в декабре того же года был назначен на должность командира взвода в составе 191-го стрелкового полка (64-я бригада, 40-я стрелковая дивизия), после чего принимал участие в боевых действиях против повстанцев на территории Народной Республике Танну-Тува.

### Межвоенное время
С февраля 1922 года служил в составе 26-й стрелковой дивизии на должностях командира взводов в составе 231-го и 77-го стрелковых полков.
В декабре 1923 года Черниенко был направлен на учёбу на повторные курсы среднего комсостава всех родов войск Западно-Сибирского военного округа, после окончания которых продолжил служить в 77-м стрелковом полку на должностях командира взвода и помощника командира роты.
В январе 1925 года был направлен на учёбу в Омскую пехотную школу имени М. В. Фрунзе, после окончания которой в сентябре 1927 года был направлен в 26-ю стрелковую дивизию (ОКДВА), где назначен на должность командира взвода 78-го стрелкового полка. С сентября 1928 по август 1929 года проходил обучение на Ленинградских военно-политических курсах имени Ф. Энгельса, а с ноября 1930 года — на Ленинградских бронетанковых курсах усовершенствования командного состава, после окончания которых в январе 1931 года был назначен на должность командира учебной танковой роты (отдельный танковый батальон, Белорусский военный округ).
В ноябре 1933 года Черниенко был направлен на учёбу в Военную академию механизации и моторизации, после окончания которой в 1937 году был назначен на должность командира 117-го учебно-танкового батальона (24-я легкотанковая бригада), в июле 1940 года — на должность начальника 1-го отделения штаба 8-й танковой дивизии, а в августе — на должность начальника оперативного отдела штаба 4-го механизированного корпуса (Киевский военный округ).

### Великая Отечественная война
С началом войны Черниенко находился на прежней должности. Корпус принимал участие в ходе приграничного сражения, 23 июня — в ходе фронтового контрудара в районе Дубно, а затем в Киевской оборонительной операции.
В октябре был назначен на должность начальника штаба 10-й танковой бригады, которая вела тяжёлые оборонительные боевые действия, отступая по направлению на Полтаву и Харьков.
В декабре был назначен на должность командира 49-й танковой бригады, формировавшейся сначала в станице Обливская (Ростовская область), а затем в Сталинградском автобронетанковом центре. В апреле 1942 года бригада была передислоцирована в район Липецка, после чего с июня вела боевые действия на воронежском направлении. В сентябре бригада под командованием Черниенко была передислоцирована в район Тулы, затем — юго-восточнее Калинина, а с октября в районе города Белый вела боевые действия против дивизии СС «Великая Германия». В марте 1943 года бригада была передислоцирована под Курск.
В мае был назначен на должность командира 31-го танкового корпуса, который вёл боевые действия в ходе Белгородско-Харьковской наступательной операции, отличившись в бою в районе деревни Томаровка (30 км западнее Белгорода) и при отражении контрудара противника, в котором участвовало до четырёх танковых дивизий из района Ахтырки на Богодухов.
Генерал-майор танковых войск Дмитрий Хрисанфович Черниенко погиб в бою 18 августа 1943 года в районе Богодухова.

## Награды
- Два ордена Красного Знамени (30.01.1943, 14.02.1943);
- Орден Кутузова 2-й степени (27.08.1943);
- Юбилейная медаль «XX лет Рабоче-Крестьянской Красной Армии» (22.02.1938).

## Память
- На могиле установлен надгробный памятник.
- Имя воина увековечено в Главном Храме Вооружённых сил России, и навсегда запечатлено на мемориале «Дорога памяти»[2]